# Ryszard Kapuściński
Rysard Kapuściński (/ˈrɨʂart kapuɕˈt͡ɕiɲski/ⓘ, Pinsk (Polonia, actual Bielorrusia), 4 de marzo de 1932 — Varsovia, 23 de enero de 2007) fue un periodista, escritor, ensayista y poeta polaco, famoso por sus narraciones sobre el continente africano y por su estilo de reportaje literario, que combina una exhaustiva documentación previa, sus vivencias de la zona, y el conocimiento profundo de sus habitantes, con su capacidad analítica de los acontecimientos histórico-políticos.

## Biografía
En 1953, se licenció en el departamento de Historia de la Universidad de Varsovia. Su introducción al periodismo ocurre de improviso, cuando fue contratado por el diario Sztandar Mlodych. Más adelante, colaboró con Time, The New York Times, La Jornada y Frankfurter Allgemeine Zeitung. Desde 1962, compaginó sus colaboraciones periodísticas con la actividad literaria y ejerció como profesor en varias universidades. Fue maestro de la Fundación Nuevo Periodismo Iberoamericano, creada y presidida por Gabriel García Márquez. También, fue profesor visitante en la Universidad de Caracas y en la Temple University de Filadelfia (1988).

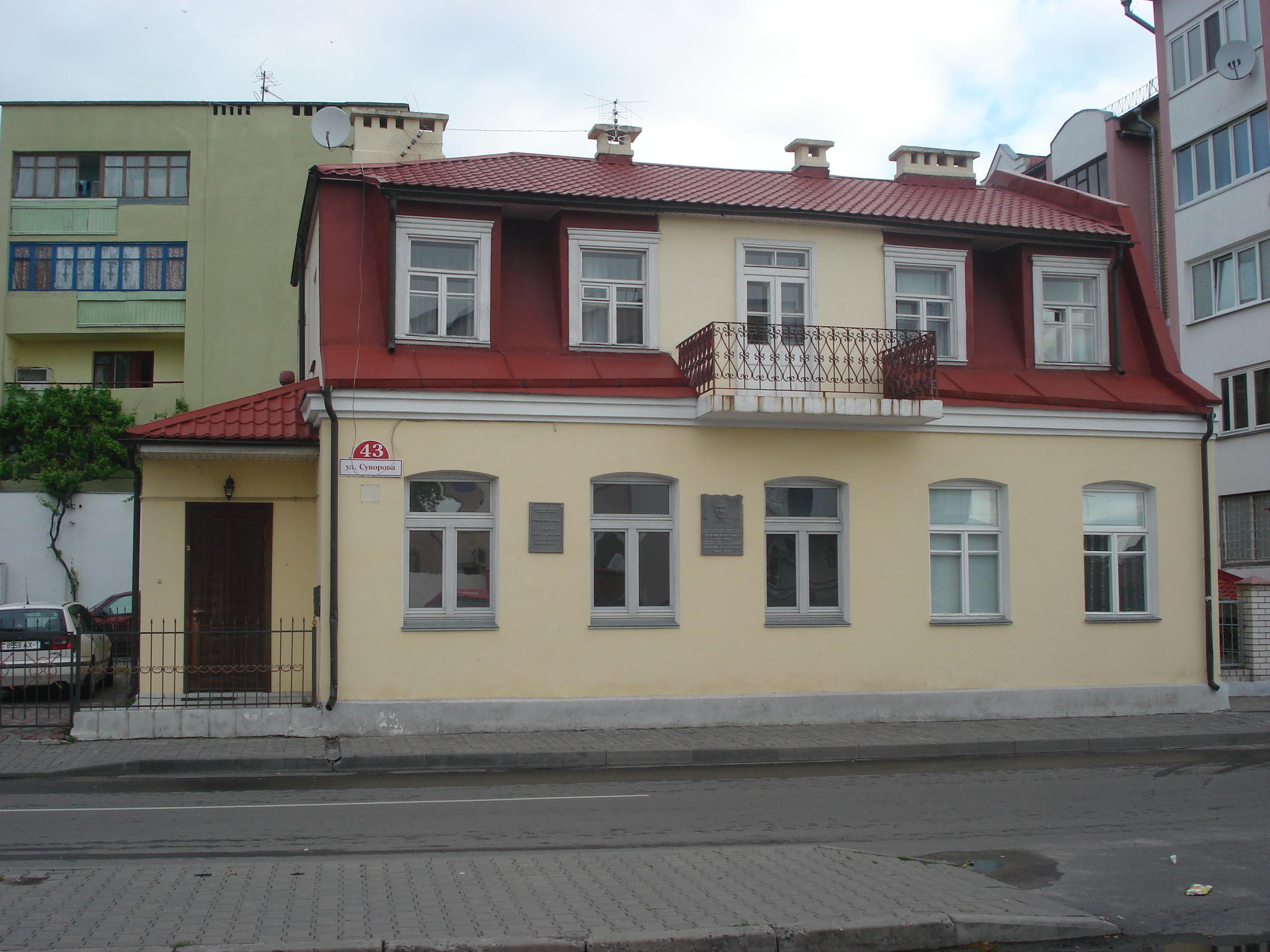
Pinsk (2009) - Casa de Ryszard Kapuściński

Entre 1954 y 1981, Kapuściński fue miembro del Partido Obrero Unificado Polaco (denominación que tenía en Polonia el Partido Comunista). En 1964, tras perfeccionar sus habilidades para reportar asuntos domésticos, fue designado por la Agencia de Prensa Polaca (PAP, por sus siglas en polaco) como su único corresponsal en el extranjero, iniciando su labor en la India de Nehru. Fue corresponsal en el extranjero hasta 1981.

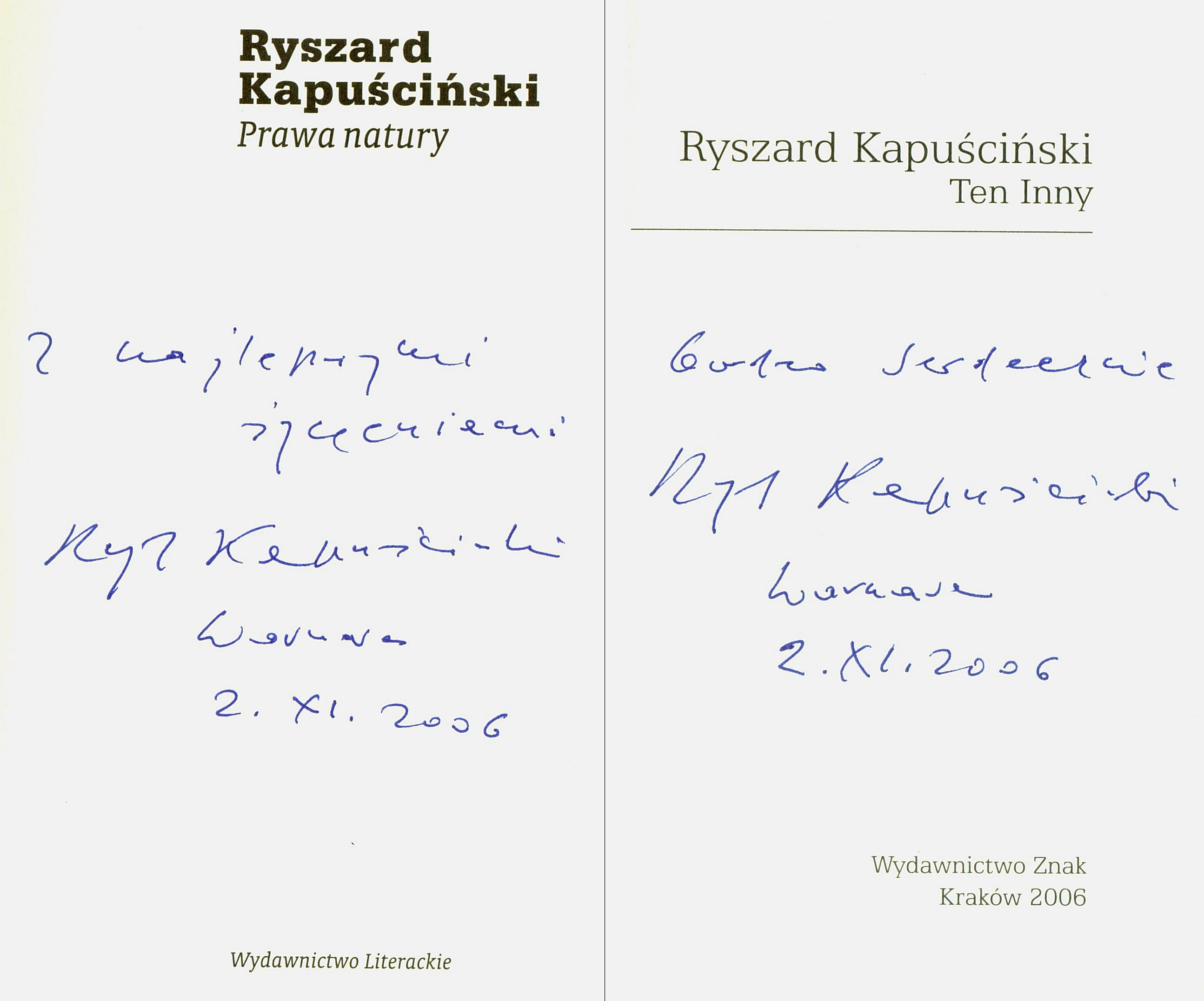
Manuscritos de Ryszard Kapuściński

Kapuściński viajó por varios países en vías de desarrollo y reportó guerras, golpes de Estado y revoluciones en Asia, Europa y las Américas; incluyendo la Guerra del Fútbol y la guerra civil angoleña. En el mundo anglosajón es más conocido por sus reportajes en África en las décadas de 1960 y 1970, cuando presenció de primera mano el fin de los imperios coloniales europeos en aquel continente.
A comienzos de 2007, Kapuściński falleció a causa de un paro cardíaco, poco después de haber sido operado de un cáncer.
Una biografía póstuma lo muestra como colaborador del espionaje de su país, aunque sus aportes fueran relatos periodísticos que no debían publicarse (cosa que alguna vez ocurrió y le trajo problemas). También, se dijo que Kapuściński distorsionaba sus notas, para que tuvieran un tinte literario, y que no siempre citaba fuentes reales. Si bien el libro de Artur Domosławski generó mucho debate, quien se sintió más damnificada fue la viuda de Kapuściński, quien inició tres demandas contra el autor por difundir un perfil mujeriego del periodista.
En 2018, se estrenó la película de animación polaco-española Un día más con vida, de los directores Raúl de la Fuente y Damián Nenow. En esta adaptación de la propia autobiografía de Kapuściński se narra la cobertura que hizo el periodista de la guerra de Angola entre los años 60 y 70. El film fue ganador de varios premios, entre ellos un Goya, en 2019, como mejor película documental.

## Premios y distinciones
- Premio Príncipe de Asturias de Comunicación y Humanidades, 2003 por «su preocupación por los sectores más desfavorecidos y por su independencia frente a presiones de todo signo, que han tratado de tergiversar su mensaje».[8]
- Doctor honoris causa por la Universidad de Cracovia, Universidad de Gdansk, Universidad de Silesia en Katowice, Universidad de Wroclaw, Universidad de Barcelona y la Universidad Ramon Llull.
- Premio Letterario Elsa Morante (2005)
- Miembro de la Academia Europea de Ciencias y Artes.

## Reseña de sus obras
- Ébano . Es una colección de historias cortas que retratan África a través de sus guerras civiles y un continente que poco a poco iba ganando independencia y política, con todas sus dolencias y cicatrices de enfermedad y pobreza.

- El Emperador. Sobre el emperador Haile Selassie, de Etiopía.

- El Sha. Acerca de la época del Shah Mohamed Reza Pahlevi de Irán.

- El Imperio. Acerca de los viajes y contactos del autor con la antigua URSS desde su infancia, cuando los soviéticos invadieron su Polonia natal, hasta adulto, cuando recorre sus diferentes repúblicas.

- Lapidarium IV. Fragmentos de reportajes y pensamientos de la vida del autor.

- La guerra del fútbol. En que habla sobre diversos conflictos africanos y latinoamericanos. El reportaje que da título al libro narra la guerra entre Honduras y El Salvador, cuyo detonante fue un partido de fútbol entre las selecciones de ambos países valedero para el mundial de México en 1970.

- Los cínicos no sirven para este oficio. Basado en entrevistas y conversaciones moderadas por Maria Nadotti.

- Un día más con vida. Donde narra la descolonización portuguesa de Angola en 1975 y sus consecuencias: una guerra civil que asoló la región hasta hace poco.

- Los cinco sentidos del periodista. Que recoge principios básicos de periodismo, con base en los talleres que impartió en la Fundación Nuevo Periodismo Iberoamericano.

- El mundo de hoy. En el que el autor reflexiona sobre los últimos acontecimientos tales como el 11-S o el 11-M, más una especie de autobiografía acerca de lo mucho que ha vivido y sus reflexiones para comprender el mundo en el que vivimos.

- Viajes con Heródoto. Establece un paralelismo entre sus viajes como reportero internacional con la obra Historia, del griego Heródoto. Libro ganador del Premio Literario Nike 2005.

### Ediciones en español
- Desde África. Edicola-62, S.L. 2002. ISBN 978-84-95907-19-6.
- Lapidarium IV. Editorial Anagrama, S.A. 2003. ISBN 978-84-339-2556-5.
- Cesarz. Mediasat Group, S.A. 2004. ISBN 978-84-9789-722-8.
- El mundo de (y a través de) los "Mas-media". Universidad de Oviedo. Servicio de Publicaciones. 2004. ISBN 978-84-8317-405-0.
- La guerra del fútbol y otros reportajes. Editorial Anagrama, S.A. 2006. ISBN 978-84-339-2524-4.
- El imperio. Editorial Anagrama, S.A. 2006. ISBN 978-84-339-2532-9.
- El emperador. Editorial Anagrama, S.A. 2007. ISBN 978-84-339-7283-5.
- África en la mirada: fotografías de Ryszard Kapuściński (1962-2000). Asociación de Periodistas Europeos. 2007. ISBN 978-84-611-7187-3.
- Encuentro con el otro. Editorial Anagrama, S.A. 2007. ISBN 978-84-339-2580-0.
- El mundo de hoy: autorretrato de un reportero. Editorial Anagrama, S.A. 2007. ISBN 978-84-339-2566-4.
- El Sha o la desmesura del poder. Editorial Anagrama, S.A. 2007. ISBN 978-84-339-2508-4.
- Viajes con Heródoto. Círculo de Lectores, S.A. 2007. ISBN 978-84-672-2267-8.
- Kapuściński; Gabilondo, Iñaki (2007). Kapuściński, la voz del otro: entrevista de Iñaki Gabilondo a Kapuściński y otros textos. Blanquerna Tecnologia i Serveis, S.L. ISBN 978-84-935360-0-8.
- Los cínicos no sirven para este oficio: sobre el buen periodismo. Editorial Anagrama, S.A. 2008. ISBN 978-84-339-6796-1.
- Un día más con vida. Editorial Anagrama, S.A. 2008. ISBN 978-84-339-2558-9.
- Ébano. Editorial Anagrama, S.A. 2008. ISBN 978-84-339-2545-9.
- Paseo matutino. Agora. 2009. ISBN 978-83-7552-477-2.
- Cristo con un fusil al hombro. Editorial Anagrama, S.A. 2010 (1975). ISBN 978-84-339-2588-6.

## Otros materiales
- Paseo matutino. (2007)
- ¿Reflejan los media la realidad del mundo? (1999) Discurso del autor en Estocolmo ceremonia de entrega de los premios de periodismo Stora Jurnalstpriset.

## Investigación sobre su obra
- Wiktorowska, Aleksandra; Ryszard Kapuscinski: visión integradora de un reportero. Clasificación, construcción y recepción de su obra. Universidad de Barcelona. 2013-2014